# سولفات پرگننولون
سولفات پرگننولون (به انگلیسی: Pregnenolone sulfate) یک ترکیب شیمیایی با شناسه پاب‌کم ۱۰۵۰۷۴ است. 